# Signum Regis
Signum Regis är ett slovakiskt progressivt power metal-band från Senec i Bratislava som grundades 2007. Originalmedlemmarna hade alla tidigare spelat i power metal-bandet Vindex. Signum Regis har släppt sju studioalbum varav det senaste, Undivided, år 2023.

## Biografi
Efter att ha spelat in två album med power metal-bandet Vindex från Bratislava bildade basisten Ronnie König under 2007 Signum Regis. Med sig hade han gitarristen Filip Koluš, keyboardisten Ján Tupý och trummisen Luděk Struhař som tidigare hade innehaft sångarposten i Vindex. Denne stannade bara i det nya bandet i två år innan han ersattes av Jaro Jančula.
Bandets två första studioalbum, Signum Regis och The Eyes of Power spelades in med svenske Göran Edman på sång. Denne lämnade därefter bandet, men återvände som gästmusiker på det tredje albumet Exodus, en konceptskiva om israeliternas uttåg ur Egypten. Sångaren Mayo Petranin anslöt till bandet under 2014 och spelade in två album med dem innan han lämnade gruppen 2018. Han ersattes av brasilianaren Jota Fortinho som även han sjöng på två album innan han lämnade bandet i mars 2025. Bandet står för närvarande utan sångare.
Signum Regis har sedan 2013 skivkontrakt hos Ulterium Records.

## Medlemmar

### Nuvarande medlemmar
- Ronnie König – basgitarr (2007– )
- Filip Koluš – gitarr (2007– )
- Ján Tupý – keyboard (2007– )
- Jaro Jančula – trummor (2010– )

### Tidigare medlemmar
- Luděk Struhař – trummor (2008–2009)
- Ado Kaláber – gitarr (2008–okänt)
- Göran Edman – sång (2008–2010)
- Adrián Ciel – trummor (2009)
- Mayo Petranin – sång (2014–2018)
- Jota Fortinho – sång (2019–2025)
- Majo Sucháň – gitarr (2021)

## Diskografi

### Studioalbum
- Signum Regis (2008)
- The Eyes of Power (2010)
- Exodus (2013)
- Chapter IV: The Reckoning (2015)
- Decennium Primum (2017)
- The Seal of a New World (2019)
- Undivided (2023)

### EP
- Through the Storm (2015)
- Addendum Primum (2017)
- Flag of Hope (2020)

### Livealbum
- Made in Switzerland (2022)

### Singlar
- "Kings of the Underground" (2019)
- "Never Surrender" (2019)
- "Prisoner's Elegy" (2019)
- "Given Up for Lost" (2020)
- "Wrath of Pharaoh - Live" (2022)
- "Enslaved" (2022)
- "When Freedom Fails" (2023)
- "Salt of the Earth" (2023)
- "Daniel's Prophecy" (2023)
- "Tornado of Souls" (2024)
- "No Middle Ground" (2024)
- "Power" (2024)